# فرودگاه رسکس
فرودگاه رسکس (به انگلیسی: Roscoes Airport) یک فرودگاه خصوصی است که یک باند فرود چمن دارد و طول باند آن ۶۰۹ متر است. این فرودگاه در شهر ویلمینا، اورگن کشور ایالات متحده آمریکا قرار دارد و در ارتفاع ۷۶ متری از سطح دریا واقع شده است.